# Aleksandr Boloshev
Aleksandr Aleksandrovich Boloshev (en russe : Александр Александрович Болошев, Aleksandr Aleksandrovitch Bolochev), né le 12 mars 1947 à Elektrogorsk, en Union soviétique, et décédé le 16 juillet 2010 à Volgograd, en Russie, est un joueur soviétique de basket-ball, évoluant au poste d'ailier fort.

## Carrière

### Palmarès
- Champion olympique 1972
- Champion du monde 1974
- Finaliste du championnat du monde 1978
- Champion d'Europe 1969
- Champion d'Europe 1971
- Médaille de bronze au championnat d'Europe 1973
- Finaliste au championnat d'Europe 1975